# Полікапролактон
Полікапролактон (Polycaprolactone, PCL) — це біодеградивний поліестер, має низьку температуру плавлення близько 60 °C і температуру склування в −60 °C. Частіше всього використовується у виробництві поліуретанів.
Полікапролактон також використовується для моделювання і як матеріал для прототипування, наприклад, використовуючи 3D принтер.

## Синтез
Полікапролактон синтезується шляхом відкриття кільця полімеризації з ε-капролактона, використовуючи каталізатор. Нещодавно,був переглянутий широкий спектр каталізаторів для відкриття кільця полімеризації.

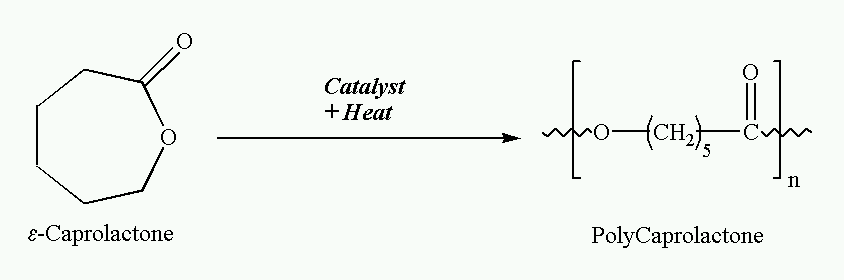
Кільце відкриття полімеризації ε-капролактона в полікапроактон

## Біомедичне застовування
Полікапролактон деградує у фізіологічних умовах (наприклад в людському тілі) і тому розглядається як імплантний матеріал. Зокрема, він дуже цікавий з точки зору приготування довготривалих імплантних пристроїв, так як тривалість деградації навіть повільніша ніж для полілактида.
PCL був затверджений Управлінням продовольства і медикаментів (FDA) для спеціального призначення в людському тілі, наприклад, пристрій по доставці медикаментів, хірургічна голка (продається під брендом Monocryl), використовується у Тканинній інженерії і т.д.
В стоматології, використовується в стоматологічних шинах і як заповнювач зубного каналу. Властивості дуже схожі на гутаперчу - пом'якшується при дії температури і розчиняється такими розчинниками як хлороформ. Найголовнішою відмінністю зубного заповнювача на основі полікапролактона (Resilon або Real Seal) від гутаперчі, є те, що PCL - біодеградивний матеріал.

## Хобі і прототипування

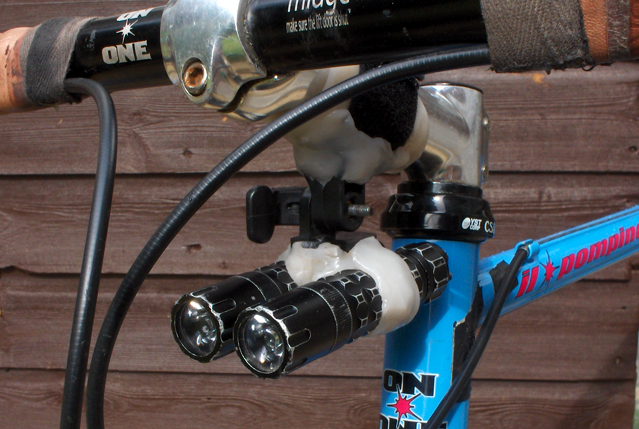
Тримач для ліхтаря гірського байка зроблений в домашніх умовах

Полікапролактон, також має широку сферу застосування в побуті, де він відомий як Пластимейк, Ізоморф, Protoplastic, Поліморф і т.д. Має достатню жорсткість і пружність, набуває мягкості при 60 °C, чого легко досягти за допомогою гарячою води в домашніх умовах. Це робить пластімейк ідеальним для моделювання, ремонту в побуті і швидкого прототипування, де немає потреби в температурній стійкості.